# Lynn Collins
Viola Lynn Collins (Houston, Texas; 16 de mayo de 1977) es una actriz estadounidense, más conocida por interpretar a Kayla Silverfox en la película X-Men Origins: Wolverine (2009).

## Biografía
Collins asistió a la Escuela de Arte Dramático Juilliard. 
En 2005 estuvo en una relación con el actor Keanu Reeves, su compañero de reparto en la película La casa del lago.
En 2007 se casó con el actor Steven Strait. La pareja se divorció en 2013 y Collins volvió a casarse en 2014, esta vez con Matthew Boyle. La pareja tiene un hijo nacido en enero de 2015, llamado Asher Hendrix Boyle.

## Carrera
Collins tiene experiencia en escenarios y en la pantalla en obras de William Shakespeare. En 2004, interpretó el papel de Portia en la película El mercader de Venecia, basada en la obra de Shakespeare del mismo nombre, y en la que actuó junto a Al Pacino, Joseph Fiennes y Jeremy Irons.
En 2009 obtuvo el papel de Kayla Silverfox en X-Men Origins: Wolverine, luego de que la actriz Michelle Monaghan rechazara el papel. Kayla es el interés romántico de Wolverine. 
En 2012 apareció en la película de aventura y ciencia ficción John Carter, en la cual interpreta a la Princesa Dejah Thoris.
Collins protagonizó en 2013 la película Unconditional, en la cual encarna el papel de Samantha Crawford, una mujer cuyo esposo resulta muerto en un acto de violencia sin sentido. Mientras se prepara para tomar cartas en el asunto, dos encuentros inesperados comienzan a cambiarlo todo.
En 2017 tuvo un papel recurrente en la serie Manhunt: Unabomber, de Netflix y Discovery Channel, como Natalie Rogers, una profesora de lingüística.

## Filmografía

### Cine
| Año  | Título                   | Personaje         |
| ---- | ------------------------ | ----------------- |
| 2001 | Earth Angels             | Catarin           |
| 2001 | The Wedding Planner      | Wendy             |
| 2002 | Never Get Outta the Boat | Lili              |
| 2002 | One for the Money        | Stephanie Plum    |
| 2003 | Down with Love           | Beatnik Gril      |
| 2003 | Splitsville              | -                 |
| 2004 | El mercader de Venecia   | Portia            |
| 2004 | 13 Going on 30           | Wendy             |
| 2004 | 50 primeras citas        | Linda             |
| 2006 | The Dog Problem          | Lola              |
| 2006 | La casa del lago         | Mona              |
| 2006 | Bug                      | R.C.              |
| 2006 | Return to Rajapur        | Sara Reardon      |
| 2007 | Towelhead                | Thena Panos       |
| 2007 | Numb                     | Sara              |
| 2007 | El número 23             | Mrs. Dobkins      |
| 2008 | Life in Flight           | Kate              |
| 2008 | Eavesdrop                | Tallulah          |
| 2009 | X-Men Origins: Wolverine | Kayla Silverfox   |
| 2009 | Uncertainty              | Kate              |
| 2009 | Blood Creek              | Barb              |
| 2010 | Waska                    | Cindy             |
| 2011 | Diez años después        | Anna              |
| 2012 | John Carter              | Dejah Thoris      |
| 2013 | Unconditional            | Samantha Crawford |
| 2015 | Lost in the Sun          | Mary              |
| 2019 | Rim of the World         | Mayor Collins     |

### Televisión
| Año       | Título                            | Personaje                      | Notas                                                                     |
| --------- | --------------------------------- | ------------------------------ | ------------------------------------------------------------------------- |
| 2021-2022 | The Walking Dead                  | Leah Shaw                      | Invitada (Temporada 10; 1 episodio) Principal (Temporada 11; 8 episodios) |
| 2020      | Bosch                             | Alicia Kent                    | 8 episodios                                                               |
| 2019      | The Fix                           | Dr. Carys Daly                 | 2 episodios                                                               |
| 2017      | Manhunt: Unabomber                | Natalie Rogers                 | 7 episodios                                                               |
| 2014      | Covert Affairs                    | Olga Akarova                   | 3 episodios                                                               |
| 2013      | Elementary                        | Tanya Barrett                  | Episodio: "Solve for X"                                                   |
| 2008      | True Blood                        | Dawn Green                     | 5 episodios                                                               |
| 2002      | Haunted                           | Assistant D.A. Jessica Manning | 8 episodios                                                               |
| 2002      | Push, Nevada                      | BRB's Wife                     | Episodio: "The Amount"                                                    |
| 2001      | The Education of Max Bickford     | -                              | Episodio: "Who Is Breckenridge Long?"                                     |
| 1999      | Law & Order: Special Victims Unit | Virginia Hayes                 | Episodio: "Wanderlust"                                                    |

## Premios y nominaciones
| Año  | Categoría                                            | Premio                 | Trabajo                  | Resultado |
| ---- | ---------------------------------------------------- | ---------------------- | ------------------------ | --------- |
| 2009 | Choice Movie Fresh Face Female                       | Teen Choice Award      | X-Men Origins: Wolverine | Nominada  |
| 2005 | Best Actress in a Supporting Role, Comedy or Musical | Golden Satellite Award | The Merchant of Venice   | Nominada  |